# Las Navas de Tolosa
Las Navas de Tolosa är en slätt som ligger söder om Sierra Morena, vid bergspasset Despeñaperros, i den spanska provinsen Jaén.